# آگوآیتو
آگوآیتو (به اسپانیایی: Aguajito) یک کوه در مکزیک است که در باخا کالیفرنیا سور واقع شده‌است. آگوآیتو ۱٬۳۰۰ متر بالاتر از سطح دریا واقع شده‌است.